# 光明余氏宗祠
光明余氏宗祠，位于中国福建省将乐县光明乡光明村，元、明时期始建，屡有维修，现存建筑保留清后期风格。坐西南朝东北，平面略呈梯形，占地面积约192.5平方米。主厅面阔三间，进深六柱带前廊，前廊卷棚顶；内檐使用大额枋，抬梁减前金柱及中柱。附属文物有左侧的余氏祖墓。2009年11月16日公布为第七批福建省文物保护单位。